# Walter Cartwright
Walter Cartwright (sinh tháng 1 năm 1871) là một cầu thủ bóng đá người Anh thi đấu ở vị trí half-back, mặc dù có thể đá ở nhiều vị trí, thi đấu cho Nantwich, Heywood Central và Crewe Alexandra trước khi ký hợp đồng với Newton Heath vào tháng 6 năm 1895. Tại Newton Heath, sau đó đổi tên thành Manchester United, ông chơi ở mọi vị trí, bao gồm cả thủ môn. Ông giải nghệ vào tháng 6 năm 1905.